# 핀란드의 국가고문
국가고문(핀란드어: valtioneuvos 발티오네우보스[*], 스웨덴어: statsråd 스트라츠로드[*])은 핀란드의 칭호로, 국가원수인 공화국대통령이 원로 정치인에게 수여한다. 핀란드 공화국의 칭호들 중 산악고문과 함께 가장 훈격이 높다. 국가고문의 칭호를 최종적으로 받으려면 추천자가 48,400 유로 또는 12,100 유로를 세금으로 내야 한다. 핀란드가 독립한 1918년부터 지금까지 총 8명의 국가고문이 존재했다.
라파엘 파시오, 칼레비 소르사, 파보 리포넨 세 명의 사회민주당 출신 총리들은 국가고문 칭호를 사양했다. 리포넨은 국가고문이란 핀란드 밖에서는 그런 것이 있는지조차 모르는 것인데, 자신은 그저 "전 총리" 칭호로 족하다며 이 훈작의 가치를 부정했다.

## 역대 국가고문 목록
| 성명                                           | 수여일           | 수여자 (당시 대통령)       | 정치경력                                                | 정당 | 정당              |
| ---------------------------------------------- | ---------------- | -------------------------- | ------------------------------------------------------- | ---- | ----------------- |
| 유호 쿠스티 파시키비 (1870년생-1956년몰)       | 1930년 2월 7일   | 라우리 크리스티안 렐란데르 | 의회의원, 원로원장, (고문 수훈 이후) 총리, 공화국대통령 |      | 국민연합당        |
| 에밀 네스토르 세탤래 (1864년생-1935년몰)       | 1934년 2월 23일  | 페르 에빈드 스빈후부드     | 의회의원, 외무장관, 교육장관, 원로원장                  |      | 국민연합당        |
| 에로 위리외 페흐코넨 (1882년생-1949년몰)       | 1948년 12월 17일 | 유호 쿠스티 파시키비       | 의회의원, 농무국장보 농무장관                           |      | 농업동맹          |
| 카를 아우구스트 파게르홀름 (1901년생-1984년몰) | 1969년 11월 14일 | 우르호 칼레바 케코넨       | 의회의원, 의회의장, 총리                                |      | 핀란드 사회민주당 |
| 마르티 유하니 미에투넨 (1907년생-2002년몰)     | 1977년 6월 30일  | 우르호 칼레바 케코넨       | 의회의원 지방관 총리                                    |      | 핀란드 중앙당     |
| 요하네스 비롤라이넨 (1914년-2000년)            | 1989년 6월 2일   | 마우노 헨리크 코이비스토   | 의회의원 의회의장 총리                                  |      | 핀란드 중앙당     |
| 하리 헤르마니 홀케리 (1937년-2011년)           | 1998년 5월 15일  | 마르티 아흐티사리          | 의회의원 총리                                           |      | 국민연합당        |
| 리타 마리아 우오수카이넨(1942년생- )           | 2004년 11월 26일 | 타르야 카리나 할로넨       | 의회의원 교육장관 의회의장                              |      | 국민연합당        |